# Alfreda Markowska
Alfreda Markowska (née Chojnacka, 1926-2021), ou Noncia de son nom rom, est une résistante polonaise. Pendant la Seconde Guerre mondiale, elle sauve une cinquantaine d'enfants de la déportation vers le camp de concentration et d'extermination d'Auschwitz, ce qui lui vaut d'être communément surnommée babcia.

## Biographie
Alfreda naît le 10 mai 1926 dans un campement près de Stanisławów. Fuyant l'Armée rouge, la compagnie part vers la Pologne occupée par le Troisième Reich, et s'arrête près de Biała Podlaska en 1941. Un jour cette année-là, la jeune Noncia, de retour au campement, trouve l'intégralité de ses compagnons de voyage (environ 80) massacrés par les nazis.
Elle se rend alors à Rozwadów, un quartier de Stalowa Wola. C'est là qu'en 1942, à l'âge de seize ans, elle se marie et rentre en ménage. Bientôt, elle et son mari sont arrêtés. Après s'être échappés, ils vivent dans le ghetto de Lublin. Par la suite, ils sont déportés au centre d'extermination de Chełmno, puis à Bełżec. Tous deux réussissent à s'échapper et à retourner à Rozwadów. Elle devient alors employée aux chemins de fer, ce qui lui confère un certificat de travail qui la protège des rafles et donc de la mort. Elle voit constamment des trains passer par Rozwadów pour se rendre à Auschwitz. Bravant le risque d'être licenciée, déportée et tuée, elle décide de sauver tous les enfants qu'elle peut, soient-ils rroms, juifs ou autrement polonais. Elle en cache et sauve ainsi une cinquantaine, s'arrangeant pour leur fournir de faux papiers. Beaucoup d'entre eux retrouvent leur famille, d'autres en trouvent une nouvelle, et certains sont même élevés par Markowska elle-même. Parmi eux on compte notamment le poète Karol Parno Gierliński (pl).

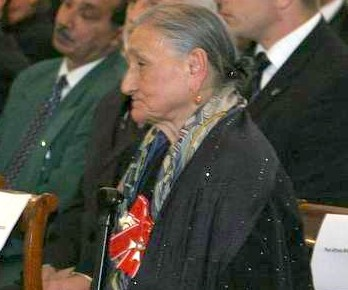
Alfreda Markowska, lors de la cérémonie de 2006.

Après la guerre, à partir de 1964, elle vit à Gorzów Wielkopolski. Pour son comportement héroïque, le président Lech Kaczyński lui décerne, le 17 octobre 2006, la Croix de commandeur avec étoile de l'ordre Polonia Restituta. C'est la première fois dans l'histoire de la Pologne qu'une femme rom reçoit une décoration d'État aussi prestigieuse. Elle meurt le 30 janvier 2021.

## Commémoration
Une biographie romancée d'Alfreda Markowska a été financée par le gouvernement polonais, dont une version abrégée a été traduite en romani. À la Volksbühne Berlin en 2024, une pièce de théâtre sur la vie d'Alfreda Markowska est créée.

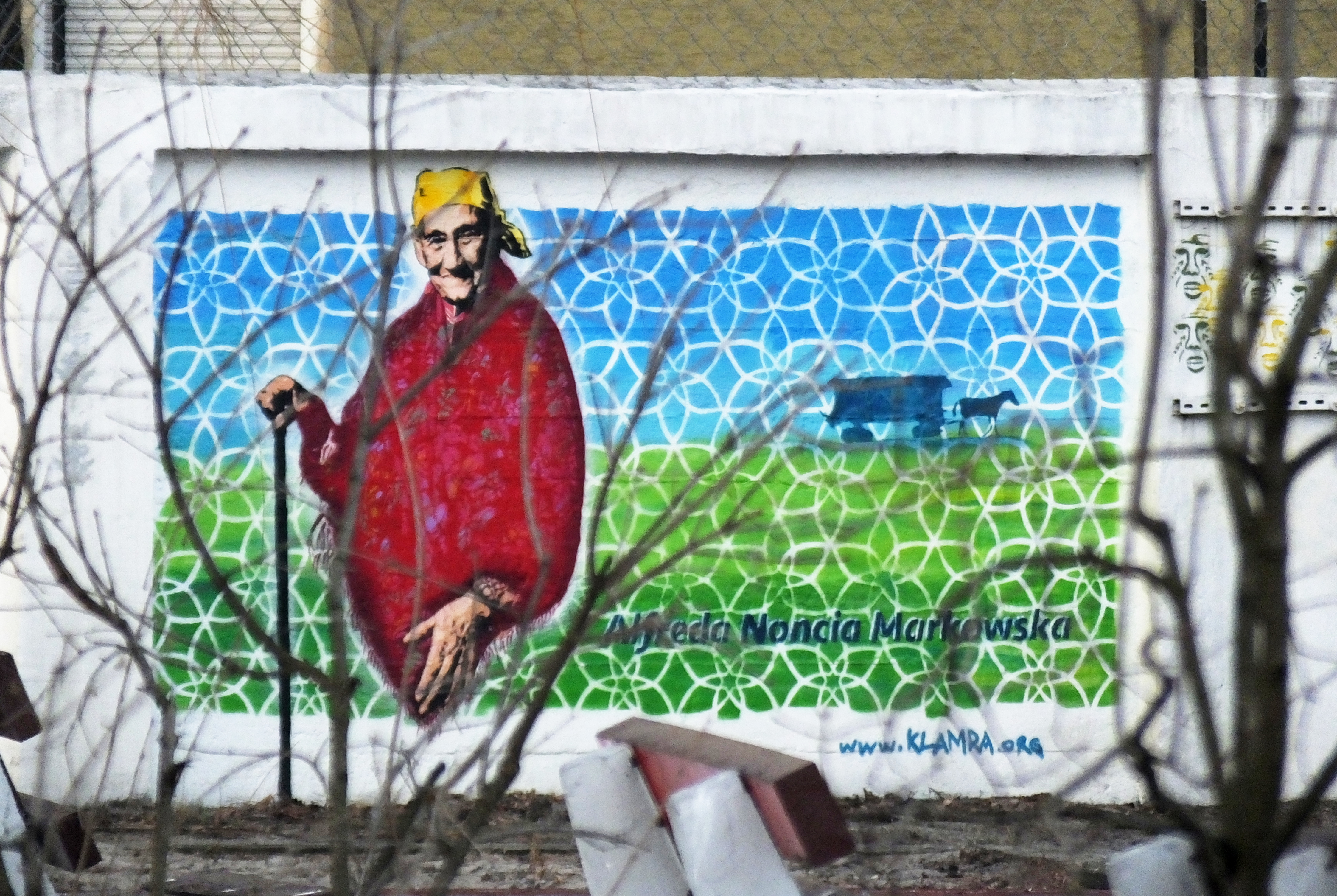
Fresque de 2016 à Varsovie
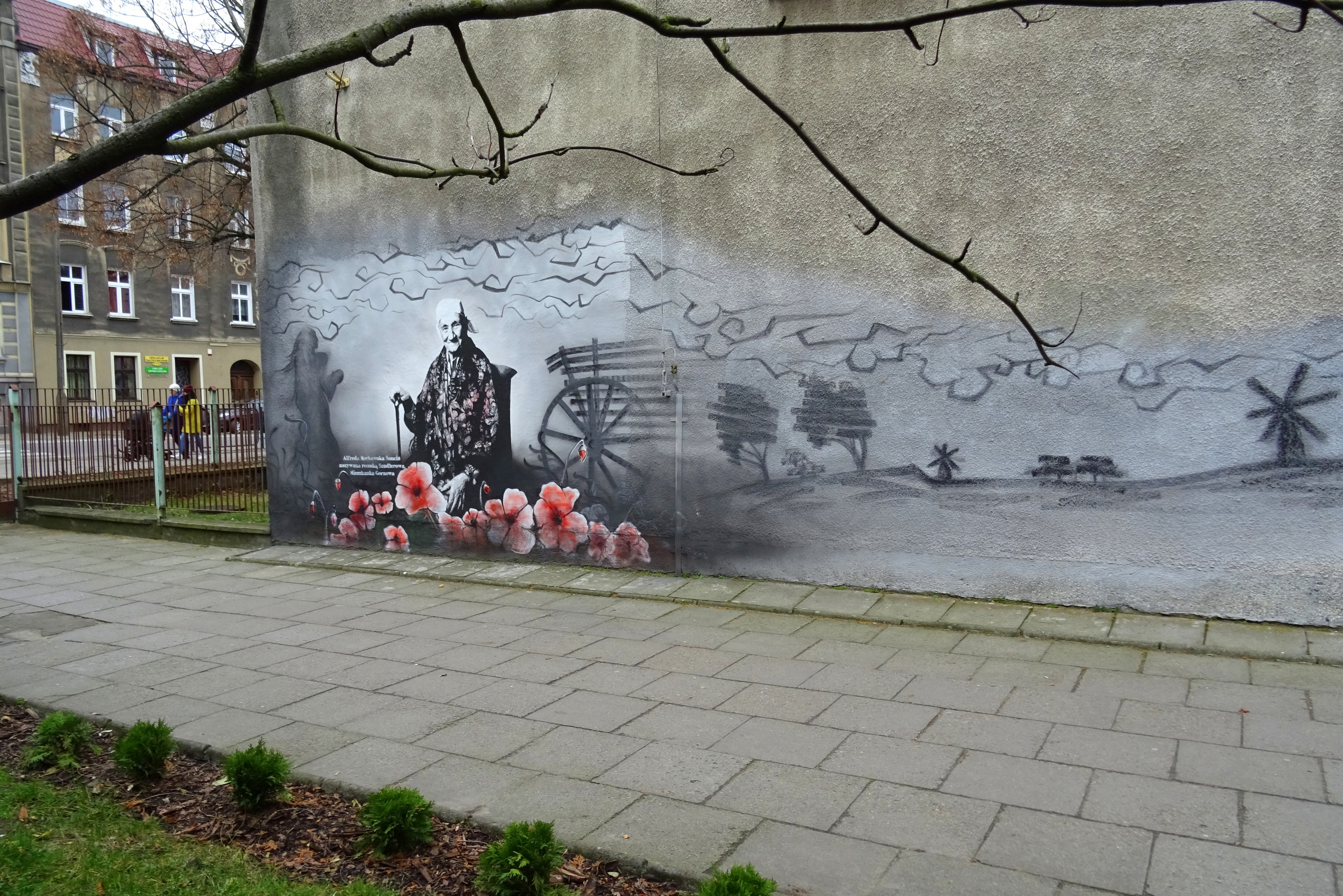
Fresque de 2017 à Gorzów Wielkopolski

### Dans la presse
- (de) Isidora Randjelović, « Alfreda Noncia Markowska », Neue Rundschau, no 2,‎ 2018 (lire en ligne)
- (de) « Jahrestag der Auschwitz-Befreiung: Die Frau, die Dutzende Kinder vor dem Tod bewahrte », Der Tagesspiegel Online,‎ 2014 (ISSN 1865-2263, lire en ligne)
- (pl) « Piękne życie Alfredy Markowski », Romano Atmo, no 5,‎ 2006, p. 10-11 (ISSN 1896-4427, lire en ligne)
- (pl) Małgorzata Jańczak, « Drzewko dla Babci Nonci », Przewodnik Katolicki, no 45,‎ 2015 (lire en ligne)